# Camí de Puigcastellar
El Camí de Puigcastellar és una pista rural del terme municipal de Sant Quirze Safaja, a la comarca del Moianès.
Arrenca de la carretera C-59, en el seu punt quilomètric 28,2, just al nord de la cruïlla d'aquesta carretera amb la BV-1341, des d'on surt cap al sud per girar de seguida cap a l'oest. La seva arrencada és difícil i perillosa d'agafar venint del sud, per l'angle i la inclinació amb què surt. Segueix per la riba esquerra el torrent del Favar; deixa al sud-est el Forn, i va girant cap al sud-oest, sempre de forma paral·lela al torrent esmentat, que segueix, fent giragonses per anar evitant petites valls i guanyant alçària, fins que arriba a una cruïlla de camins, al nord-est del Favar. En aquesta cruïlla cal seguir la primera sortida a la dreta, cap a ponent, i continuar enfilant-se fins a una segona cruïlla. Cal seguir cap a ponent, seguint el segon trencall cap a la dreta, fins que travessa el torrent de Puigcastellar. Aleshores el camí gira cap al nord, per tal de seguir la carena, passa el Collet de Puigcastellar, i arriba a la casa de Puigcastellar, a migdia del turó de Puigcastellar en 2 quilòmetres i mig.